# 카지미에 다브로프스키

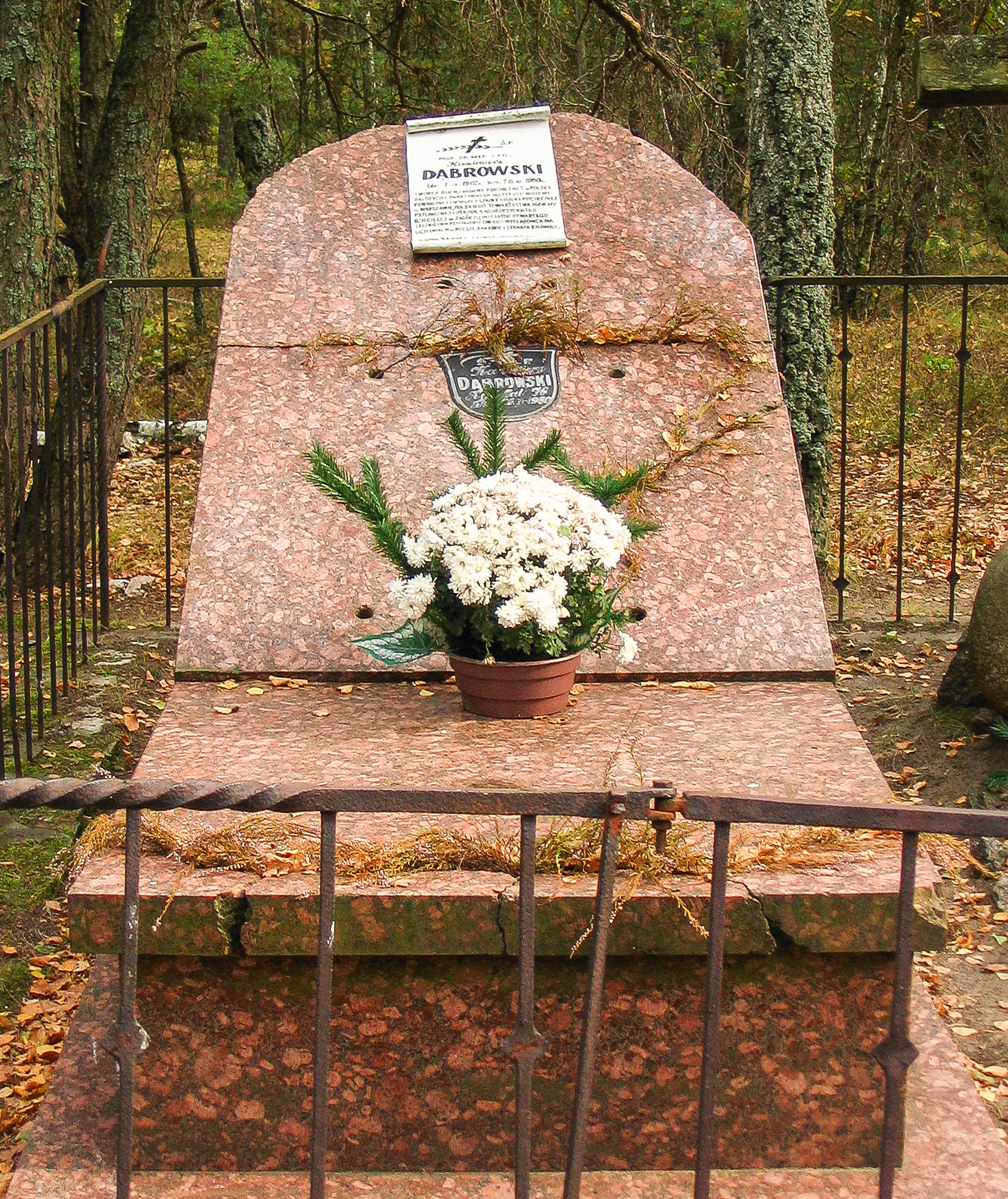

카지미에 다브로프스키(폴란드어: Kazimierz Dąbrowski, 1902년 9월 1일 Klarów – 1980년 11월 26일 바르샤바)는 폴란드의 심리학자, 정신과 의사, 의사였다. 그는 성격 발달의 메커니즘으로서 "긍정적 해체" 이론으로 가장 잘 알려져 있다. 그는 또한 "Paul Cienin, Paweł Cienin"이라는 필명을 사용한 시인이기도 했다.

## 개념
다브로프스키는 다양한 가정과 개념을 바탕으로 긍정적 해체 이론을 발전시켰다. 그의 접근 방식은 철학적으로 플라톤에 기반을 두고 있으며, 이는 본질에 대한 그의 편견을 반영한다. 개인의 본질은 개인의 삶의 발달 과정을 결정하는 중요한 요소이다. 다브로프스키는 또한 사람이 느끼는 불안과 일상적인 문제를 해결하는 방식에 달려 있다는 실존적 믿음의 영향을 받았다. 인간의 본질은 실존적이고 경험적인 발달 과정을 통해 실현되어야 한다. "자율적인 개인"에 대한 다브로프스키의 생각은 쇠렌 키르케고르가 "신앙의 기사들"에 대해 발전시킨 특성화와 비교할 수 있다.
다브로프스키의 긍정적 해체 개념은 동시대 영국인 마이클 포드햄이 창안한 융설(Jungian)의 "탈통합과 재통합"(De-integration and re-integration) 개념과 구별된다. 다소 유사해 보일 수 있지만 서로 다른 성격 가설을 기반으로 하며 서로에 대해 알고 있다는 증거는 없다.

## 같이 보기
- 에드가 모랭
- 창발